# Nikodem
Nikodem – imię męskie pochodzenia greckiego, także rzadkie nazwisko. Wywodzi się od słowa oznaczającego „ten, który zwycięża dla ludu” (gr. Νικόδημος: νίκη „zwycięstwo” + δημος „lud”). To samo znaczenie ma imię Mikołaj. Żeński odpowiednik to Nikodema.
NIkodem jest obecnie najczęściej nadawanym imieniem dla chłopców w Polsce – w pierwszej połowie 2023 roku nadane 3317 razy. 
Nikodem imieniny obchodzi: 1 czerwca, 3 sierpnia, 31 sierpnia i 15 września.

## Znane osoby noszące to imię
- Nikodem – faryzeusz, postać z Ewangelii
- Nikodem (Rotow) – rosyjski biskup prawosławny
- Nikodem (Rusnak) – ukraiński biskup prawosławny
- Nikodem Biernacki – polski kompozytor
- Nikodem Bończa-Tomaszewski – menedżer IT
- Nikodem Caro – niemiecki chemik
- Nikodem Rozbicki – aktor
- Nikodem Skotarczak – polski gangster
- Nikodem Sulik – oficer w armii Andersa

## Znane osoby noszące to nazwisko
- Jarosław Nikodem – mediewista

Biskupi
- Nikodem (arcybiskup Serbii)
- Nikodem (Baranowski)
- Nikodem (Bokow)
- Nikodem (Bulaksis)
- Nikodem (Czibisow)
- Nikodem (Horenko)
- Nikodem (Kononow)
- Nikodem (Korakis)
- Nikodem (Kosović)
- Nikodem (Kowalow)
- Nikodem (Krotkow)
- Nikodem (Kułygin)
- Nikodem (Makara)
- Nikodem (Milaš)
- Nikodem (Nagajew)
- Nikodem (Nicolaescu)
- Nikodem (patriarcha Jerozolimy)
- Nikodem (patriarcha Rumunii)
- Nikodem (Piperow)
- Nikodem (Priangelos)
- Nikodem (Prieobrażenski)
- Nikodem (Pustowhar)
- Nikodem (Skrebnicki)
- Nikodem (staroobrzędowy arcybiskup moskiewski)
- Nikodem (Vulpe)

## Postaci fikcyjne
- Nikodem Dyzma